# ویکتور کوزنتسوف
ویکتور کوزنتسوف (روسی: Виктор Александрович Кузнецов؛ زادهٔ ۲۱ مه ۱۹۶۱) شناگر اهل اتحاد جماهیر شوروی سوسیالیستی بود.
وی در مسابقات کشوری و بین‌المللی در مجموع برندهٔ ۱ مدال طلا، ۲ مدال نقره، ۲ مدال برنز شده‌است.